# Cryosol

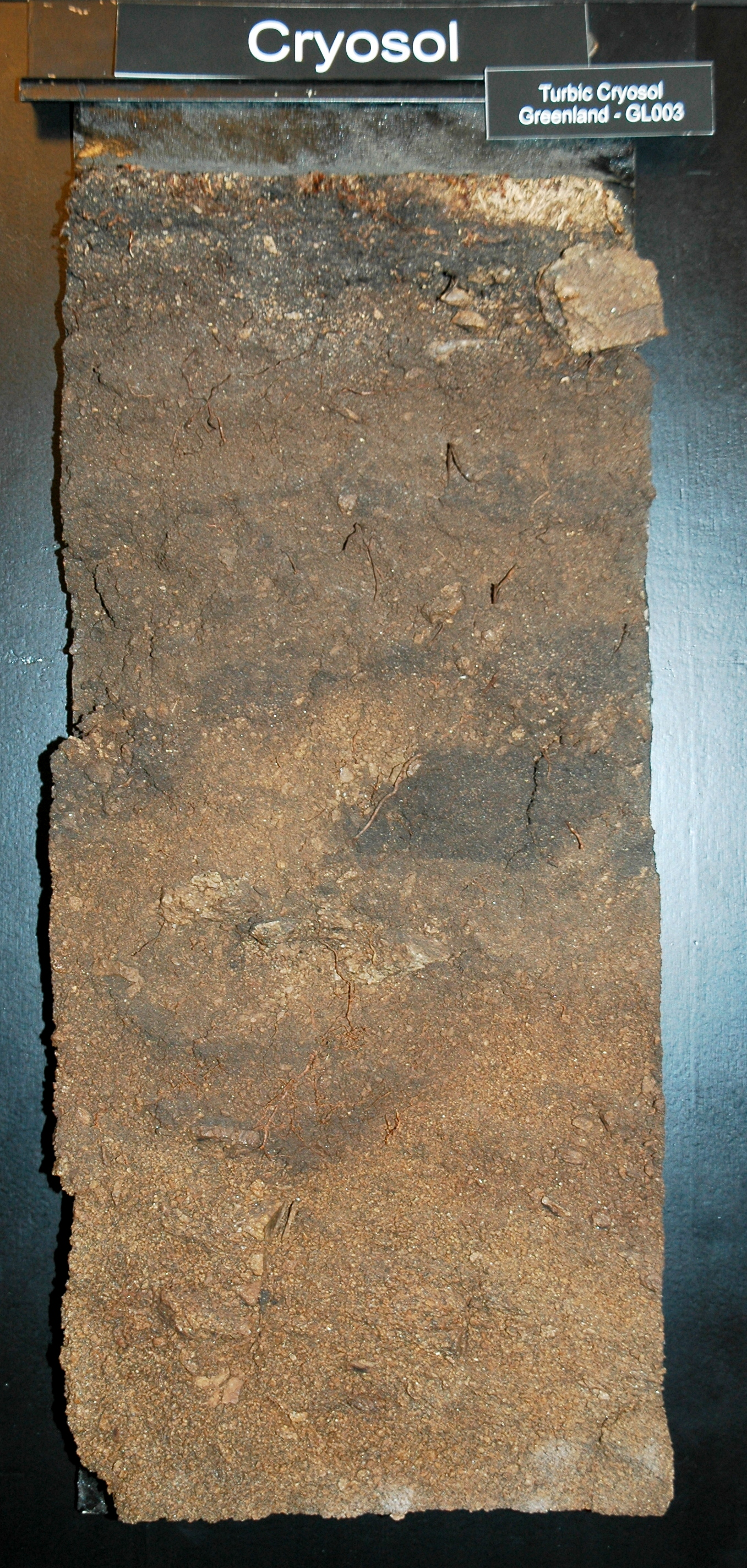
Profil d'un cryosol du Groenland.

Dans la Base de référence mondiale pour les ressources en sols ou dans le référentiel pédologique français, le groupe de référence des sols cryosols comprend des sols, particuliers des régions froides, composés en profondeur d'une partie en permanence gelée, appelée le pergélisol, et à la surface d'une couche qui peut se dégeler pendant une partie de l'année (le mollisol).